# كأس سويسرا 2008–09
كأس سويسرا 2008–09 هو الموسم 85 من كأس سويسرا. أقيم خلال الفترة 5 أغسطس 2008 وحتى 20 مايو 2009، وأشرف على تنظيمه اتحاد سويسرا لكرة القدم، وفاز فيه نادي سيون.